# 奧馬勒公爵亨利·德·奧爾良
亨利·德·奧爾良（法語：Henri d'Orléans，1822年1月16日—1897年5月7日），奧馬勒公爵，法國人的國王路易-菲利普一世的第五子。

## 家庭
1844年，亨利與兩西西里的瑪麗亞·卡洛麗娜結婚，兩人共有四個兒子：
- 路易·菲利普·馬利·利奧波德（1845年—1866年），孔代親王
- 亨利·利奧波德·菲利普·馬利（1847年—1847年），夭折
- 法蘭索瓦·保羅（1852年—1852年），夭折
- 法蘭索瓦·路易·菲利普·馬利（1854年—1872年），吉斯公爵，早逝